# فينيتا (أوكلاهوما)
فينيتا (بالإنجليزية: Vinita, Oklahoma)‏ هي مدينة تقع في مقاطعة كريغ، أوكلاهوما بولاية أوكلاهوما في الولايات المتحدة. تبلغ مساحة هذه المدينة 11.3 (كم²)، وترتفع عن سطح البحر 213 م، بلغ عدد سكانها 5743 نسمة في عام 2010 حسب إحصاء مكتب تعداد الولايات المتحدة.

## معرض صور

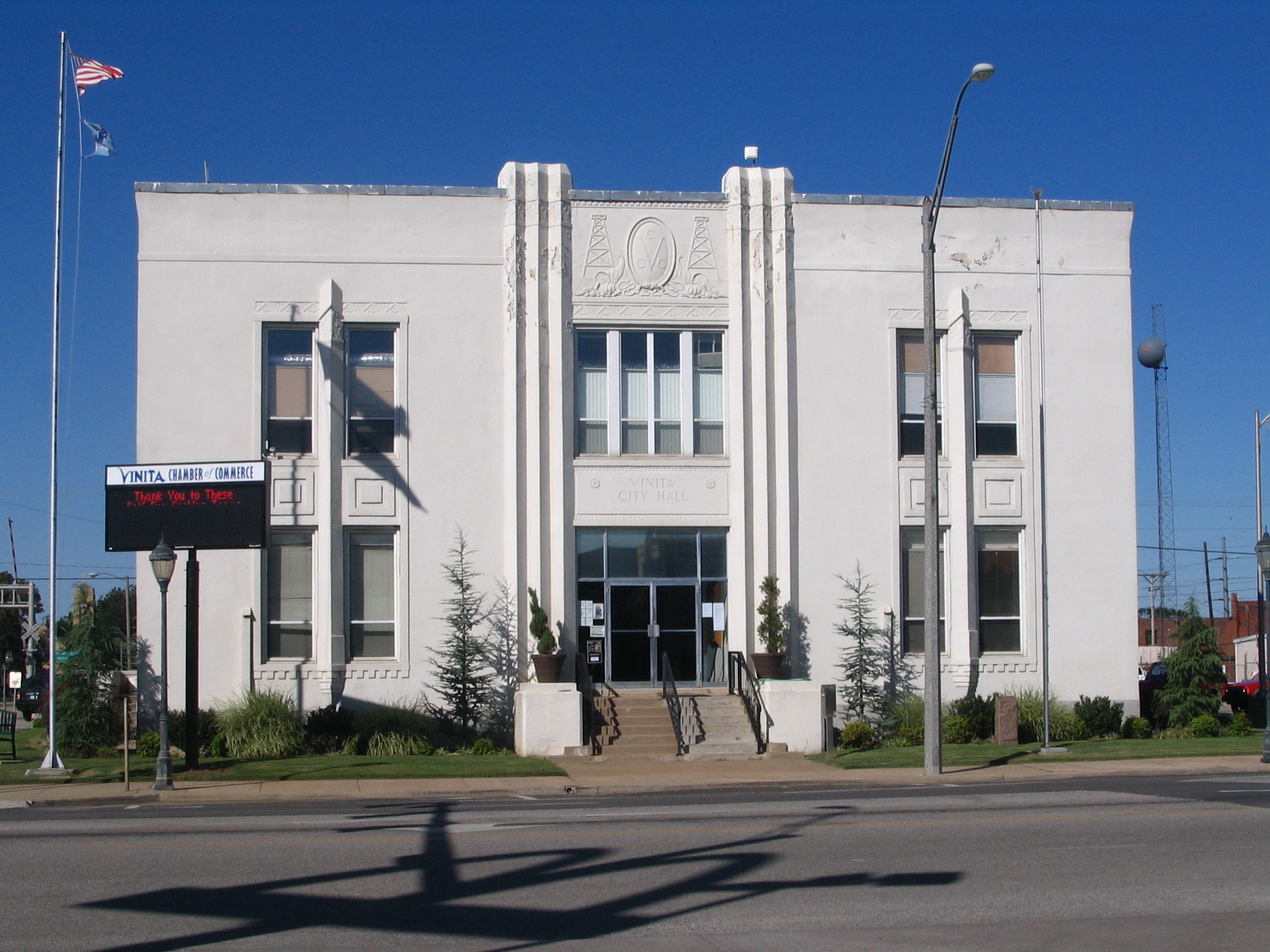
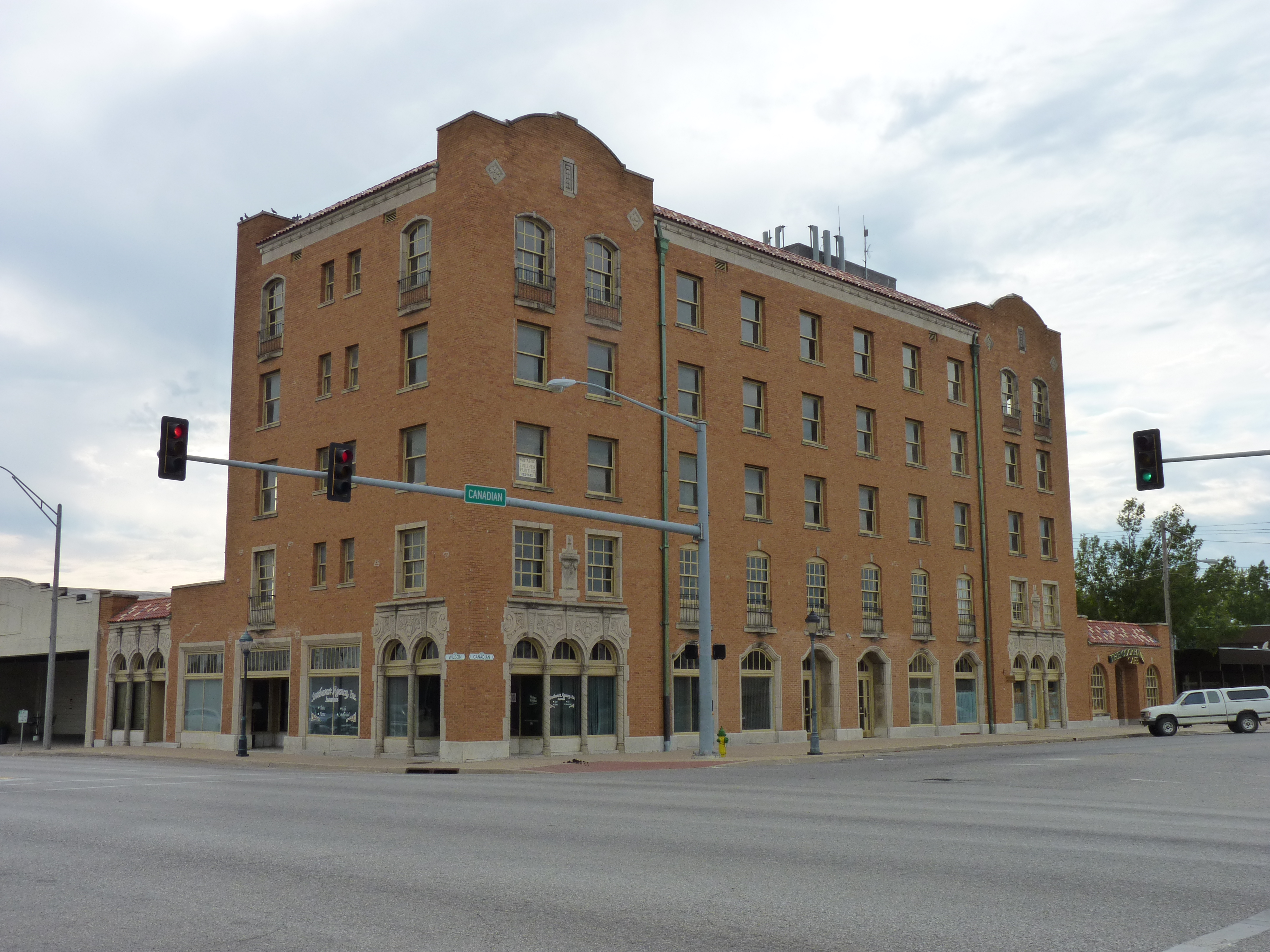
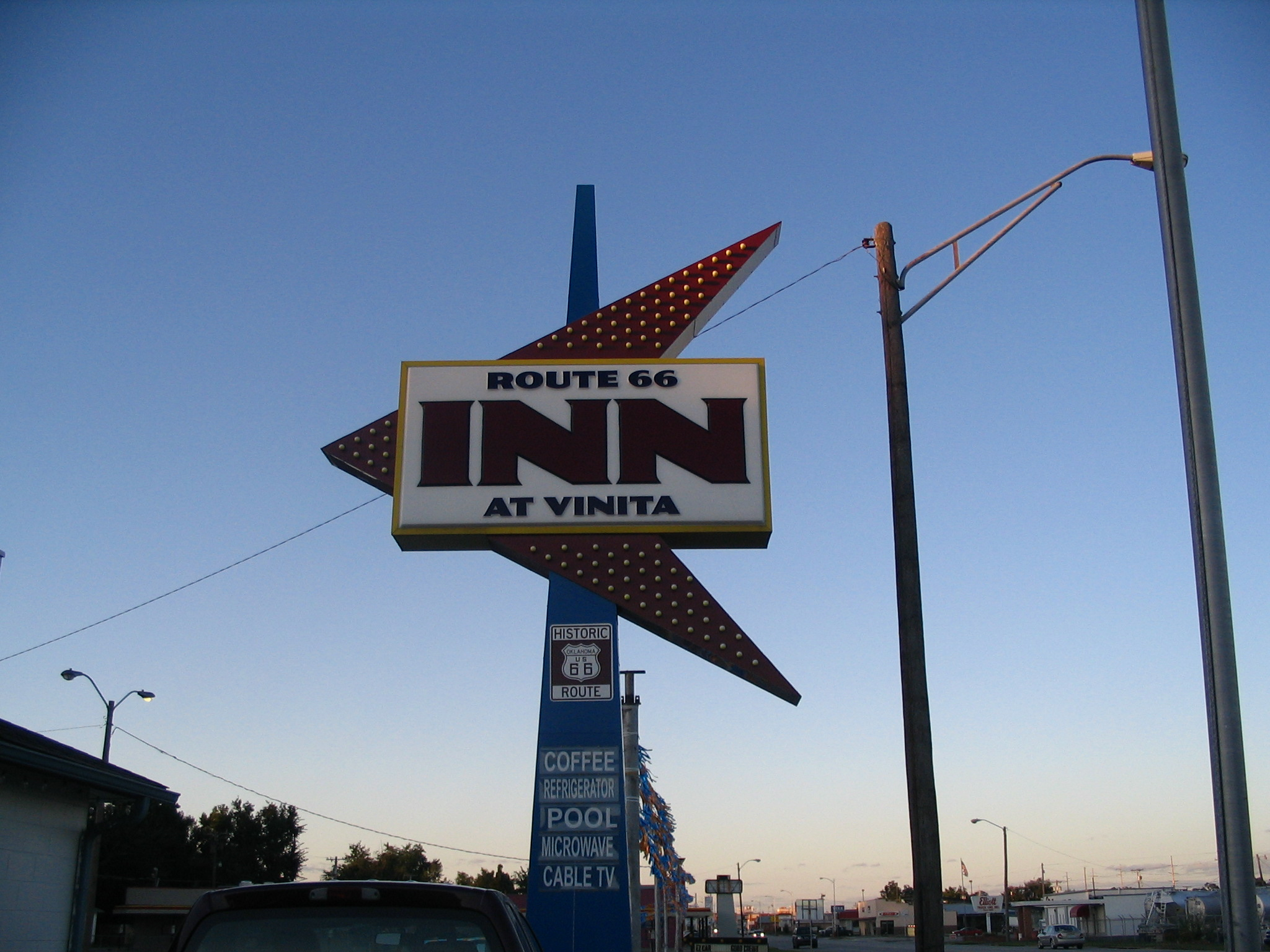

## أعلام
- ويليام بي تي هيل
- تشارلز هولاند ماسون
- فيل ماكجراو
- جيم بوشامب
- جيم إدغار

## وصلات خارجية
- Vinita CoC
- The US50 - Cities and Towns in Oklahoma State